# Jadwiga Kosowska-Rataj
Jadwiga Kosowska-Rataj (ur. 2 lipca 1950 r. w Prusicach, zm. 4 maja 2012 r. w Opolu) – polska filolog polska, pedagog specjalizująca się w pedagogice społecznej oraz socjologii kultury; nauczyciel akademicki związany z uczelniami w Opolu i Wodzisławiu Śląskim.

## Życiorys
Urodziła się w 1950 roku w Prusiach koło Złotoryi. Po ukończeniu Liceum Pedagogicznego w Lubomierzu i pomyślnie zdanym egzaminie maturalnym rozpoczęła w 1969 roku studia polonistyczne na Wyższej Szkole Pedagogicznej w Opolu, które ukończyła w 1974 roku magisterium napisanym pod kierunkiem prof. Henryka Borka. Bezpośrednio po ukończeniu studiów rozpoczęła pracę na swojej macierzystej uczelni w charakterze asystenta. W 1983 roku uzyskała stopień naukowy doktora nauk humanistycznych w zakresie pedagogiki na podstawie pracy napisanej pod kierunkiem prof. Tadeusza Gospodarka. Nowy tytuł naukowy wiązał się z awansem na stanowisko adiunkta. W 1998 roku habilitowała się na Uniwersytecie Ostrawskim w Ostrawie, a w 2003 roku otrzymała stanowisko profesora nadzwyczajnego w Uniwersytecie Opolskiem.
Od samego początku związana była z Instytutem Nauk Pedagogicznych UO, gdzie od 2005 roku kierowała Zakładem Pedagogiki Kultury. Poza tym zasiadała w Radzie Wydziału Historyczno-Pedagogicznego UO. Od 1999 roku była członkiem Komisji Studiów nad Przyszłością Górnego Śląska przy Oddziale Katowickim Polskiej Akademii Nauk oraz wieloletnim sekretarzem Polskiego Towarzystwa Pedagogicznego (oddział opolski). Poza tym wykładała w Wydziale Zamiejscowy w Wodzisławiu Śląskim Akademii Humanistyczno-Ekonomicznej w Łodzi.
Zmarła w 2012 roku w Opolu i została pochowana na cmentarzu w Opolu-Półwsi. Za działalność naukowo-dydaktyczną była kilkakrotnie nagradzana Nagrodami Jego Magnificencji Rektora Wyższej Szkoły Pedagogicznej oraz Uniwersytetu Opolskiego (2000, 2007, 2008), a także odznaczona Srebrnym Krzyżem Zasługi (2001) i Medalem Edukacji Narodowej (2011).

## Dorobek naukowy
Jej zainteresowania naukowe i prace badawcze koncentrowały się wokół następującej problematyki: tożsamości młodego pokolenia, szczególnie młodzieży akademickiej, problemów pedagogicznych rodziny studenckiej, zmiany społecznej i kulturowej w społecznościach lokalnych. Napisała ponad 80 artykułów w publikacjach (czasopismach) naukowych i popularnonaukowych. Była autorką lub współautorką 10 raportów z badań (węzły i projekty badawcze). Wzięła czynny udział w ponad 60 konferencjach krajowych i zagranicznych. Wypromowała ponad 260 licencjatów i magistrantów oraz 1 doktora (Daniel Wiśniewski). Do ważniejszych jej publikacji należą:
- Studenci w systemie organizacyjnym Wyższej Szkoły Pedagogicznej w Opolu, (współautorka), Opole 1985.
- Społeczno-kulturowe środowisko studentów Opola, Opole 1988.
- Studenci Opola. Studium tożsamości narodowej, Opole 1998.
- Dziedzictwo kulturowe pogranicza i samorządność w przemianach lokalnych Śląska Opolskiego, (redakcja), Opole 2001.
- Społeczność lokalna – kultura – edukacja, (redakcja), Opole 2005.
- Podmiotowość i tolerancja w społecznościach lokalnych pogranicza polsko-czeskiego, (redakcja), Opole 2008.
- Edukacyjny wymiar tożsamości kulturowej. Raport z badań, (redakcja), Opole 2008.